# Суніга (рід)
Суньіга (ісп. Zúñiga) — один з шляхетський родів Іспанії, який вважав своїм прямим предком по чоловічій лінії молодшого сина наваррського короля Фортуна Гарсес. В XI–XIII і XIV–XVIII століттях рід володів однойменною сеньорією в Наваррі. До переїзду баронів з Наварри до Кастилії в середині XIII століття їх ім'я вимовлялося на баскський лад — Естуніга (Estuniga). У 1520 році Карлос I включив Суньіга в число споконвічних грандів Іспанії. Дону Дієго де Суніга присвятив Сервантес роман «Дон Кіхот».
Особливість роду Суньіга полягала в тому, що в XVI столітті прізвище передавалася не тільки по чоловічій, а й (в відсутність спадкоємців чоловічої статі) по жіночій лінії. Поколінний розпис роду Суньіга простежується з початку XIV століття, коли посада конетабля Кастилії стала спадковою посадою роду. Наприкінці століття їм належали сеньйорії Суньіга і Мендавіа в Наваррі і сеньйорії Баньярес і Фріас в Кастилії. Останню вони виміняли в 1396 році на Бехар, важливий стратегічний пункт в Естремадурі.
Дієго, 12-й сеньйор де Суньіга (пом. 1417) мав четверо синів. З них третій син Іньіго став родоначальником графів Ньєва, а четвертий — графів Монтеррей. Старшим же з синів Дієго і його головним спадкоємцем був Педро Старий (пом. 1454), граф Ледесма і Трухільйо. У 1442 році він додав до своїх володінь Пласенсію. Від його старшого сина походять герцоги Бехар і Пласенсія, а від молодшого — графи Міранда і герцоги Пеньяранда. Довше інших ліній проіснувала старша, герцогська, але і вона згасла в 1777 році.